# Pteronemobius hirsitulus
Pteronemobius hirsitulus är en insektsart som först beskrevs av Walker, F. 1869.  Pteronemobius hirsitulus ingår i släktet Pteronemobius och familjen syrsor. Inga underarter finns listade i Catalogue of Life.